# أحمد أبو عبية
أحمد أبو عبية (12 فبراير 1929 - 5 مارس 2005)، ممثل مصري.

## أعماله
- 1963: شباب طائش
- 1986: آه يا بلد آه
- 1987: سلام يا صاحبي